# Leptasthenura striolata
Leptasthenura striolata là một loài chim trong họ Furnariidae.